# Vatilieu
Vatilieu és un municipi francès situat al departament de la Isèra i a la regió d'Alvèrnia-Roine-Alps. L'any 2007 tenia 373 habitants.

## Demografia

### Població
El 2007 la població de fet de Vatilieu era de 373 persones. Hi havia 142 famílies de les quals 28 eren unipersonals (28 homes vivint sols), 47 parelles sense fills, 63 parelles amb fills i 4 famílies monoparentals amb fills.
La població ha evolucionat segons el següent gràfic:
Habitants censats

### Habitatges
El 2007 hi havia 165 habitatges, 143 eren l'habitatge principal de la família, 11 eren segones residències i 11 estaven desocupats. 159 eren cases i 6 eren apartaments. Dels 143 habitatges principals, 126 estaven ocupats pels seus propietaris, 12 estaven llogats i ocupats pels llogaters i 6 estaven cedits a títol gratuït; 7 tenien dues cambres, 10 en tenien tres, 40 en tenien quatre i 87 en tenien cinc o més. 123 habitatges disposaven pel capbaix d'una plaça de pàrquing. A 43 habitatges hi havia un automòbil i a 95 n'hi havia dos o més.

### Piràmide de població
La piràmide de població per edats i sexe el 2009 era:
| Homes | Edats   | Dones |
| ----- | ------- | ----- |
| 0     | 95 o +  | 0     |
| 0     | 90 a 94 | 0     |
| 0     | 85 a 89 | 0     |
| 0     | 80 a 84 | 0     |
| 4     | 75 a 79 | 0     |
| 24    | 70 a 74 | 12    |
| 16    | 65 a 69 | 8     |
| 0     | 60 a 64 | 8     |
| 4     | 55 a 59 | 4     |
| 16    | 50 a 54 | 8     |
| 16    | 45 a 49 | 20    |
| 20    | 40 a 44 | 16    |
| 16    | 35 a 39 | 12    |
| 20    | 30 a 34 | 4     |
| 4     | 25 a 29 | 12    |
| 12    | 20 a 24 | 0     |
| 20    | 15 a 19 | 16    |
| 16    | 10 a 14 | 12    |
| 4     | 5 a 9   | 12    |
| 4     | 0 a 4   | 0     |

## Economia
El 2007 la població en edat de treballar era de 238 persones, 191 eren actives i 47 eren inactives. De les 191 persones actives 184 estaven ocupades (106 homes i 78 dones) i 7 estaven aturades (3 homes i 4 dones). De les 47 persones inactives 13 estaven jubilades, 15 estaven estudiant i 19 estaven classificades com a «altres inactius».

### Ingressos
El 2009 a Vatilieu hi havia 139 unitats fiscals que integraven 345 persones, la mediana anual d'ingressos fiscals per persona era de 20.483 €.

### Activitats econòmiques
Dels 7 establiments que hi havia el 2007, 1 era d'una empresa de fabricació d'altres productes industrials, 1 d'una empresa de construcció, 1 d'una empresa de comerç i reparació d'automòbils, 1 d'una empresa immobiliària, 1 d'una empresa de serveis i 2 d'entitats de l'administració pública.
L'únic servei als particulars que hi havia el 2009 era un paleta.
L'any 2000 a Vatilieu hi havia 19 explotacions agrícoles que ocupaven un total de 371 hectàrees.

## Equipaments sanitaris i escolars
El 2009 hi havia una escola elemental integrada dins d'un grup escolar amb les comunes properes formant una escola dispersa.

## Poblacions properes
El següent diagrama mostra les poblacions més properes.